# Lancaster (Missouri)
Lancaster è un comune degli Stati Uniti d'America, situato nello Stato del Missouri, nella contea di Schuyler, della quale è il capoluogo.